# Úlehle
Úlehle je obec v okrese Strakonice v Jihočeském kraji. Leží zhruba osm kilometrů jihozápadně od Strakonic. Žije v ní 90 obyvatel.

## Historie
První písemná zmínka o obci pochází z roku 1318.

## Přírodní poměry
Obec leží v Šumavském podhůří (podcelek Bavorovská vrchovina, okrsek Volyňská vrchovina).

## Obyvatelstvo
| Rok            | 1869 | 1880 | 1890 | 1900 | 1910 | 1921 | 1930 | 1950 | 1961 | 1970 | 1980 | 1991 | 2001 | 2011 | 2021 |
| -------------- | ---- | ---- | ---- | ---- | ---- | ---- | ---- | ---- | ---- | ---- | ---- | ---- | ---- | ---- | ---- |
| Počet obyvatel | 380  | 359  | 337  | 366  | 359  | 377  | 353  | 270  | 245  | 213  | 187  | 130  | 126  | 100  | 98   |
| Počet domů     | 58   | 60   | 59   | 58   | 58   | 58   | 59   | 59   | 55   | 55   | 54   | 55   | 46   | 66   | 65   |

## Obecní správa
Mezi lety 1850–1973 byla Úlehle obcí v okrese Strakonice. Od 1. ledna 1974 do 23. listopadu 1990 patřila jako část obce k Nihošovicím a od 24. listopadu 1990 je opět samostatnou obcí, ale Jetišov již zůstal součástí Nihošovic.

### Části obce
- Radkovice
- Švejcarova Lhota
- Úlehle

V letech 1960–1973 k obci patřil i Jetišov.

## Galerie

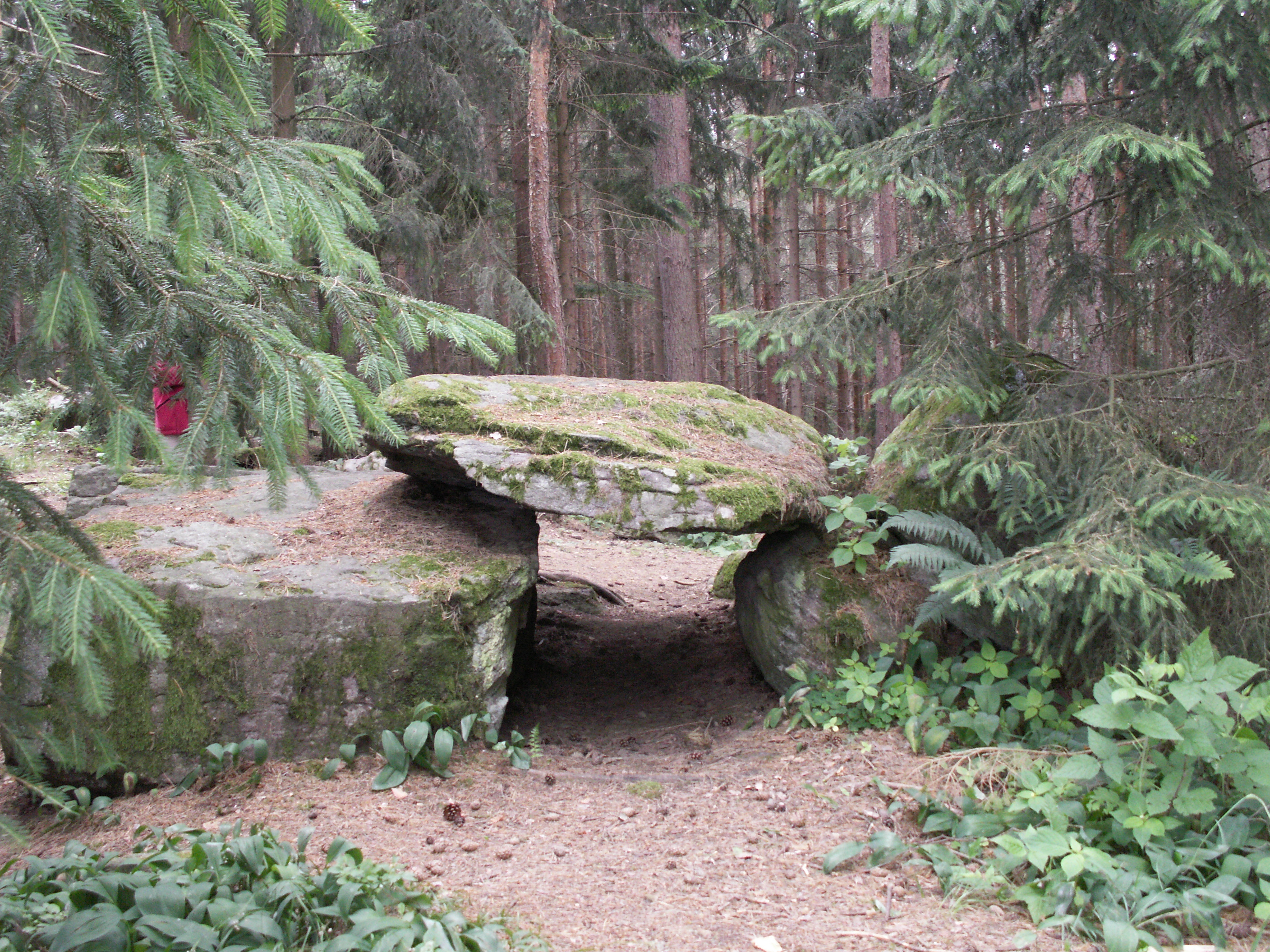
Kbílský dolmen
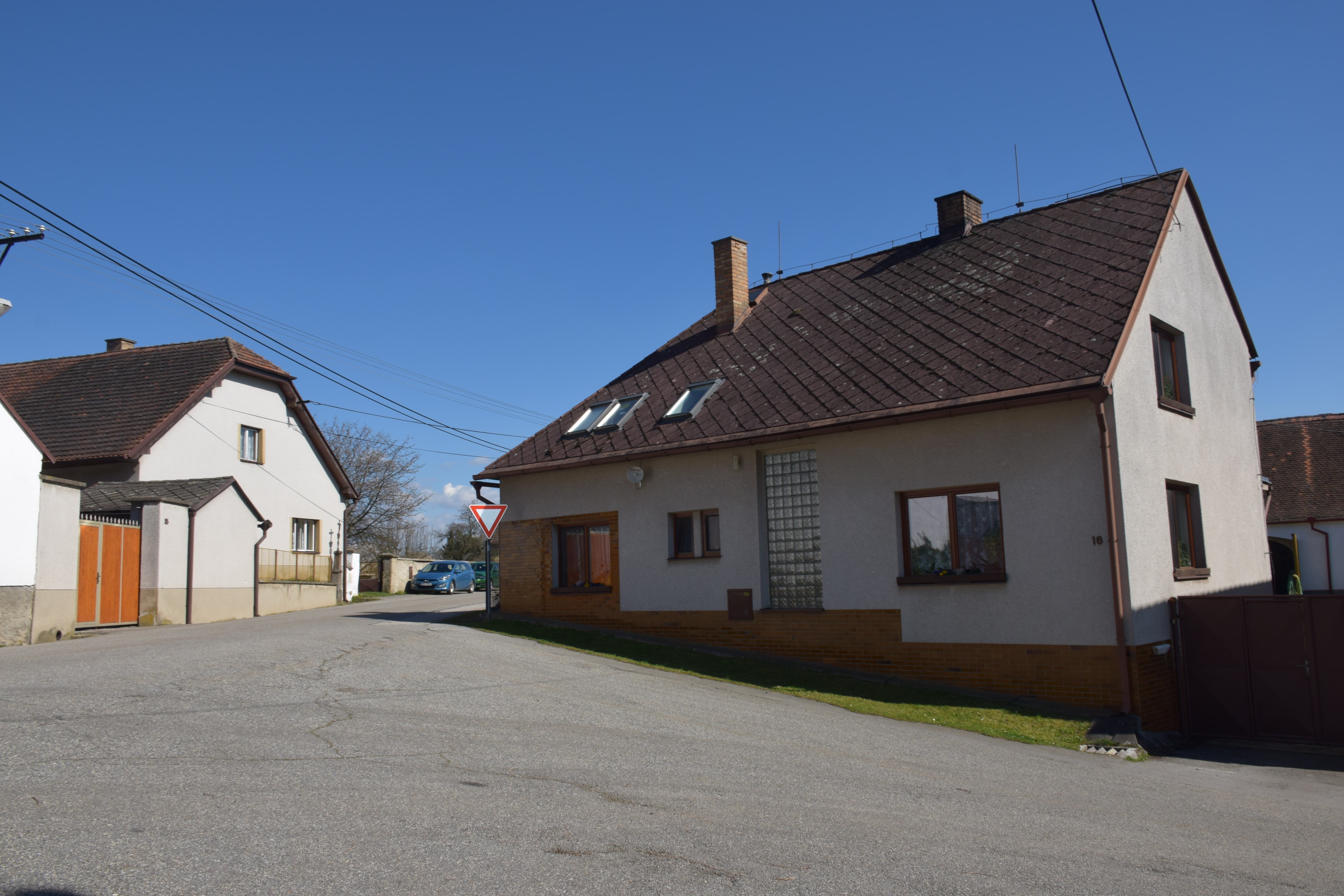
Dům na návsi
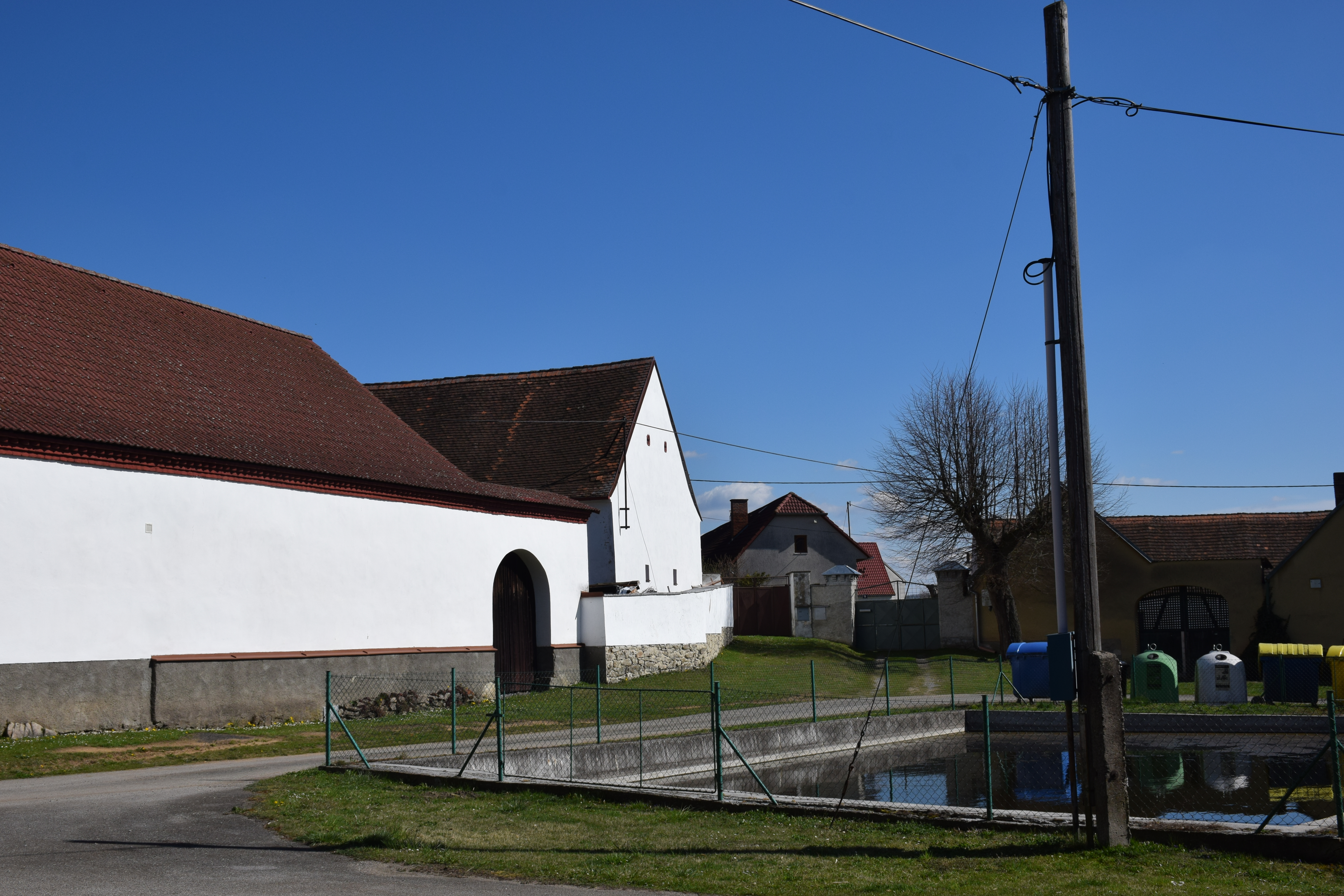
Vodní nádrž na návsi